# Український степовий природний заповідник
Украї́нський держа́вний степови́й запові́дник — природоохоронна територія в Україні. Заснована 1961 року шляхом об'єднання кількох заповідників Приазовської височини: Хомутовського степу (заснований 1926), Кам'яних Могил (1927), Михайлівської цілини (1928) на Сумщині і Стрілецького Степу, який 1968 року був переданий Луганському природному заповіднику. У 1988 р. розпорядженням Ради Міністрів УРСР створено четверте відділення заповідника — Крейдова флора. У 2008 р. видано Указ Президента України про утворення п'ятого відділення — «Кальміуський заповідник», яке на теперішній момент перебуває на стадії організації та облаштування. У 2009 р. заповідник «Михайлівська цілина» був виокремлений у самостійну структуру.

## Опис
Загальна площа заповідника становить 2 768,4 га (без урахування запланованих територій відділення «Кальміуське»). Завдання Українського степового природного заповідника — збереження первісної степової рослинності та ділянок природних екосистем. Заповідник перебуває у віданні Національної академії наук України, а науково-методичне і господарське управління здійснюється Інститутом ботаніки ім. М. Г. Холодного НАН України. Природна рослинність у заповіднику представлена лісами, чагарниками, степами, луками, болотами. У заповіднику охороняються 3 лісові, 15 степових та 1 водна формації, занесені до Зеленої книги України.
Багатство України — чорноземні ґрунти — утворилися завдяки життєдіяльності степової рослинності. Раніше ковилові степи простягались від Азовського і Чорного морів на північ майже на 500–700 км. Тільки блакитні стрічки річок з покритими лісом берегами, балки та скіфські могили урізноманітнювали степовий ландшафт. По безмежному трав'яному роздоллю пересувались численні стада турів, тарпанів, сайгаків, сарн. У зимовий період з північних лісостепових та лісових районів майже до моря кочували олені.
Нині всі степові ділянки, де може пройти сільськогосподарська техніка, розорані. Тільки по балках та непридатних для сільськогосподарського використання кам'янистих місцях збереглися невеликі осередки степової рослинності. Проте й вона внаслідок інтенсивного випасання худоби зазнала дуже великих трансформацій. Тепер лише степові заповідники ще можуть дати уявлення про те біологічне різноманіття, що було тут колись. Кожен степовий заповідник — це еталон природи, за яким людина повинна час від часу звіряти свою діяльність. Особливо це стосується ґрунтів, фізико-хімічні, гідрологічні, мікробіологічні та інші властивості яких значно погіршились внаслідок сільськогосподарського використання. До якого ступеня і як їх можна поліпшити, можуть дати відповідь тільки ґрунтові еталони. В Українському степовому природному заповіднику представлено 23 еталонні типи та відміни ґрунтів.

## Відділення
Кожне з відділень Українського степового природного заповідника має свої особливі цінності, є оригінальним і неповторним.

### Хомутівський степ

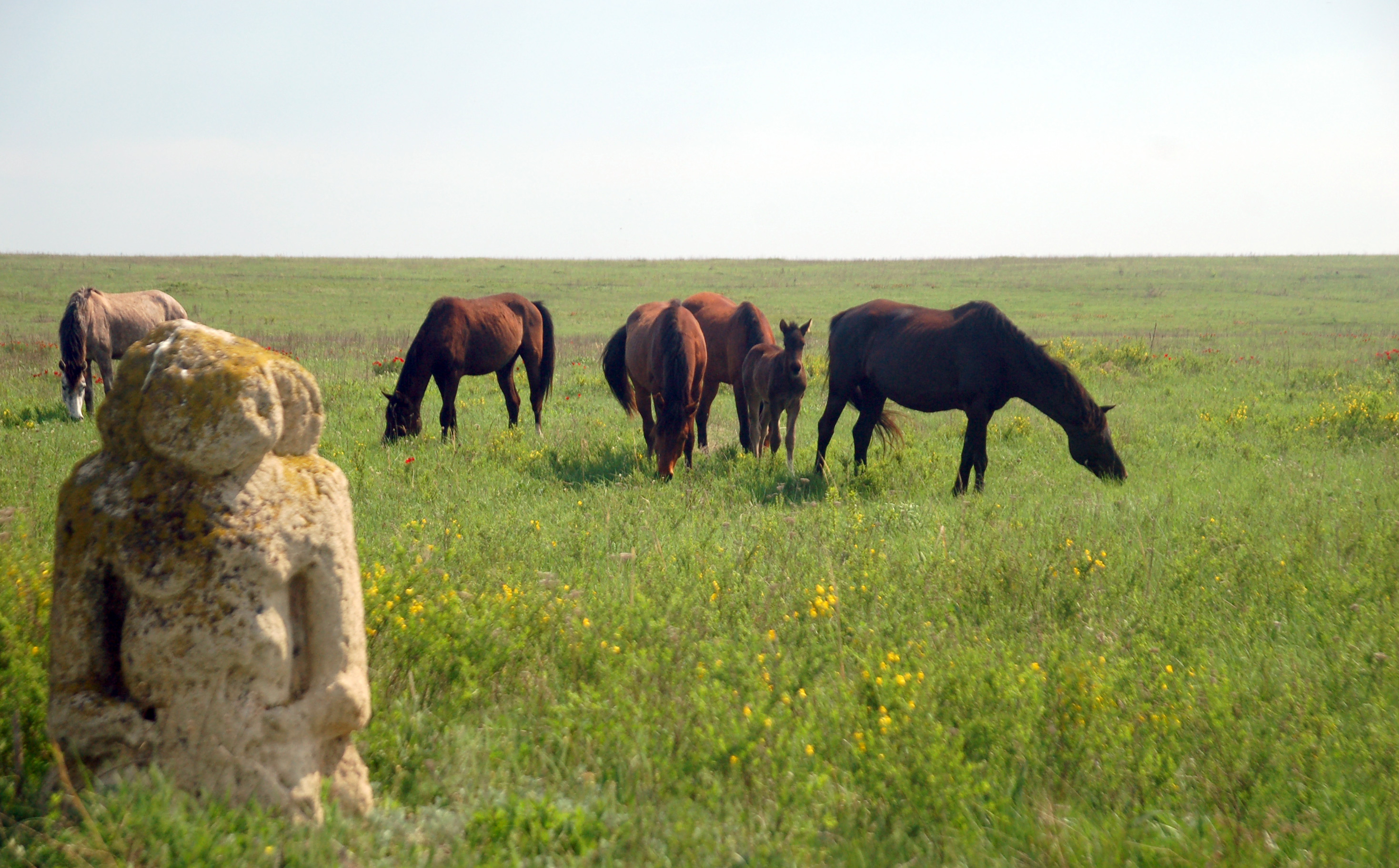
Випас коней у Хомутовському степу; на передньому плані — «половецька баба».

«Хомутівський степ» — це море ковили з білими кулями катрана татарського та блакитними плямами шавлії пониклої і сухостепової, жовтими куртинами квітучих калофаки волзької та вайди фарбувальної, синьо-фіолетових кущів залізняка та зелені злаків. Тільки тут на площі всього 1030,4 га можна побачити 12 видів ковили, зокрема: найкрасивішу, Лессінга, волосисту, азовську, Браунера, відокремлену, вузьколисту, дивну, пухнастолисту, облудну, українську та шорстку. Незабутнє враження справляють у травні десятки гектарів яскраво-червоної півонії тонколистої. Особливо великі площі її на схилі балки Брандта північної експозиції. У «Хомутівському степу» росте також три види тюльпанів: Шренка, змієлистий та дібровний. Заслуговує на увагу природна ділянка тюльпана, який перебуває на стадії видоутворення. За нею проводяться спостереження вже протягом 27 років.
У листопаді 2014 року, під час російсько-української війни, терористи з «Донецької Народної Республіки» захопили заповідник, вигнали працівників під приводом «націоналізації» заповідника й поставили своїх людей. Працівники заповідника переїхали до села Куйбишеве Запорізької області, де розташовується інше відділення Українського степового заповідника — «Кам'яні могили».

### Кам'яні могили
«Кам'яні могили» — гірська країна серед неозорої рівнини. Лише в цьому місці ростуть такі відомі вузьколокальні ендеміки, як деревій голий та волошка несправжньоблідолускова. В ущелинах скель знайшли притулок 8 видів папоротей — представників північної флори. Викликають захоплення галявинки косариків тонких, орхідей запашної і блощичної по невеликих улоговинах, а навесні — золотаві віночки авринії скельної, що уквітчують гори.
«Кам'яні могили» — це ще і унікальна геологічна пам'ятка, що в незайманому стані збереглася до наших днів.

### Крейдова флора
«Крейдова флора» — фактично єдина значна за розмірами заповідна ділянка кретофільної флори в Україні, що збереглася в задовільному стані. Заповідник розташований на правому крутому березі річки Сіверський Донець між селами Закітне та Піскунівка. Лісові угруповання у цьому відділенні займають площу 344 га, половина її припадає на сосну крейдову, а половина — на байрачні діброви. З кретофільних видів виділяються дворядник крейдовий, дрік донський, гісоп крейдяний, громовик донський, дзвінець крейдовий, ранник крейдовий, шоломниця крейдова.

### Кальміуський заповідник

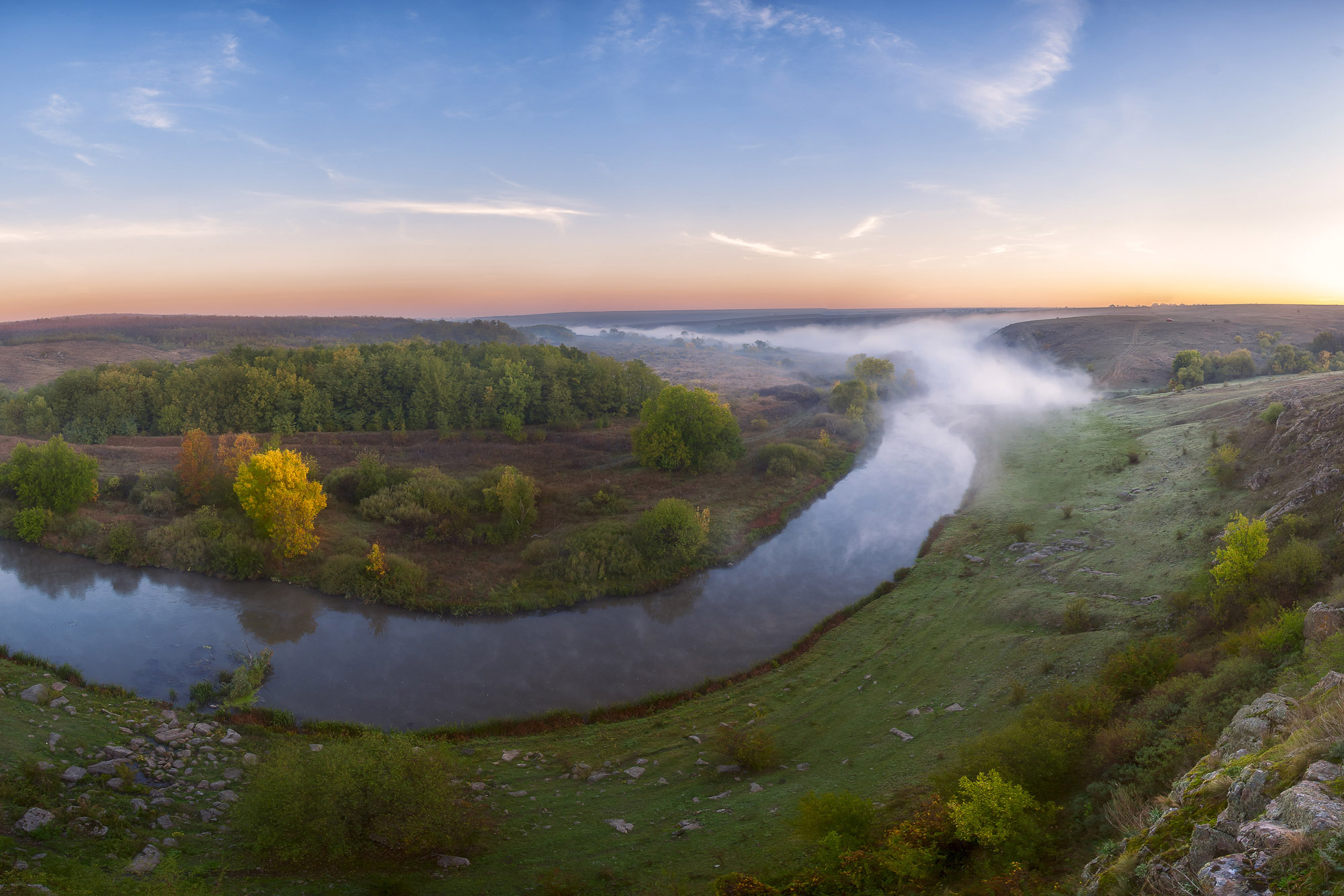
Ранок на Кальміусі, фото Д.Балховітіна

Кальміуський заповідник - наймолодший з відділень УСПЗ, являє собою кам'янистий степ із відслоненнями гранітів, що присутні не тільки у вигляді скель на схилах долини річки Кальміус, але також як плоскі гранітні відслонення на вододільних височинах. Вік гранітів становить 560 млн років. На території заповідника зростають лучно-степові, степові, петрофітні степові, лучно-болотні та водні види. У флористичний список входять полин, шавлія, ранник, тюльпан гранітний. Уздовж річки росте очерет і водні трави. Багато рослин занесені до Червоної книги України: грабельки Бекетова, чебрець кальміуський, чебрець несправжньогранітний, ранник донецький, раннік гранітний, шипшина донецька, шафран сітчастий, гіацинтика Палласа, тюльпан гранітний, тюльпан змієлистий, сон лучний, ковили гранітна, найкрасивіша, волосиста, Лессінга, карагана скіфська, калофака волзька, дельфіній червоний.

## Флора
Загальна кількість видів судинних рослин становить 1064.  З них у «Хомутовському степу» зростають — 604, у «Кам'яних могилах» — 468, «Крейдовій флорі» — 490. Серед цих рослин хвощеподібних — 3 види, папоротеподібних — 8 видів, голонасінних — 4 види, покритонасінних — 1050 видів. Із несудинних рослин у заповіднику зростають 103 види мохоподібних, 145 видів лишайників. Також тут нараховується 110 видів справжніх грибів. До Європейського червоного списку занесено 11 видів рослин: астрагал шерстистоквітковий, гісоп крейдяний, дрік донський, калофака волзька, карагана скіфська, ковила Залеського, ластовень азовський, пирій ковилолистий, ранник крейдовий, гвоздика ланцетна тощо. До Червоної книги України віднесено 58 видів рослин: волошка несправжньоблідолускова і Талієва, шафран сітчастий, дельфіній яскраво-червоний, дворядник крейдяний, коручка темно-червона, рябчик руський, косарики тонкі, гісоп крейдяний, зморшок степовий, гніздівка звичайна, півонія тонколиста, сосна крейдова, ранник крейдовий тощо. У заповіднику охороняються 45 ендемічних видів рослин.
Особлива гордість Українського степового природного заповідника — ковила, якої тут налічується 14 видів. За цим показником він не має собі рівних у світі.

## Фауна
Різноманітний у заповіднику і тваринний світ. Загалом у заповіднику мешкає близько 7300 видів тварин. Найбільш різноманітні комахи, яких тут налічується близько 6000 видів та павукоподібні — близько 1000 видів. З хребетних тварин у заповіднику відмічено 15 видів риб, 9 — земноводних, 6 — плазунів, 190 — птахів та 54 види ссавців. До Європейського червоного списку занесено 12 видів місцевих тварин: сліпак звичайний, перегузня звичайна, могильник, дрофа (пролітний вид), деркач, п'явка медична, коник-товстун степовий, дибка степова, мнемозина, поліксена та ін.; до Червоної книги України — 45 видів: тхір степовий, їжак вухатий, гадюка степова, полоз жовточеревий, мідянка, горностай, норка звичайна, борсук, вівсянка чорноголова; дуже багато безхребетних тварин: бражник мертва голова, ведмедиця Гера, вусач земляний хрестоносець, джміль глинистий, джміль пахучий, дибка степова, коник-товстун степовий, ксилокопа фіолетова тощо.
Значна кількість рідкісних птахів трапляється лише взимку або при перельотах навесні та восени (сорокопуд сірий, дрофа, підорлик великий, орел степовий, орел-карлик, лунь польовий, кроншнеп великий, змієїд, журавель степовий).

## Виноски
1. ↑  Бойовики "ДНР" захопили заповідник під Маріуполем. Архів оригіналу за 26 липня 2015. Процитовано 1 лютого 2016.
2. ↑  Грабельки Бекетова Erodium beketowii Schmalh. Архів оригіналу за 5 грудня 2013. Процитовано 16 червня 2018.
3. ↑  Ранник донецький Scrophularia donetzica Kotov (S. rupestris auct. non M.Bieb. ex Willd.). Архів оригіналу за 24 квітня 2014. Процитовано 16 червня 2018.